# Nomenclature uniforme des marchandises pour les Statistiques de Transport, Revisée
Nomenclature uniforme des marchandises pour les Statistiques de Transport, Revisée, afgekort NSTR is een in Europa veel gebruikte classificatie van goederen. Het NST werd in 1961 geïntroduceerd. Sinds 1967 wordt door de Europese lidstaten NSTR, de herziene indeling, gebruikt. Een nieuwe versie, de NST 2007, is inmiddels voorgeschreven.

## Codering NSTR
De codering is hiërarchisch opgebouwd. Door gebruik te maken van een indeling met 1 tot 4 cijfers kunnen de goederen op een gewenst detailniveau worden geclassificeerd. De 1-cijferindeling groepeert de goederen in 10 hoofdstukken, de 2-cijferindeling bestaat uit 52 groepen goederen en het derde niveau uit 176 posities.
| NSTR 1-cijferindeling | Hoofdstuk                                                    |
| --------------------- | ------------------------------------------------------------ |
| 0                     | Landbouwproducten en levende dieren                          |
| 1                     | Andere voedingsproducten en veevoeder                        |
| 2                     | Vaste minerale brandstoffen                                  |
| 3                     | Aardoliën en aardolieproducten                               |
| 4                     | Ertsen, metaalafval, geroost ijzerkies                       |
| 5                     | IJzer, staal en non−ferrometalen (incl. halffabricaten)      |
| 6                     | Ruwe mineralen en −fabricaten; bouwmaterialen                |
| 7                     | Meststoffen                                                  |
| 8                     | Chemische producten                                          |
| 9                     | Voertuigen, machines en overige goederen (w.o. stukgoederen) |

## Codering NST 2007
In de NST 2007 wordt een andere indeling gebruikt. Niveau 1 bestaat uit 20 onderdelen en niveau 2 uit 81 groepen.
De nieuwe indeling is consistent met twee andere Europese classificatie systemen voor producten en activiteiten (CPA 2008 - Classification of Products by Activity, en NACE - Statistical Classification of Economic Activities).
Sinds 2008 wordt met de nieuwe indeling gewerkt.